# كابتن ماجد والأطفال (مسرحية)
- كابتن ماجد والأطفال

مسرحية أطفال.
- تأليف: الشيخ/ دعيج الخليفة الصباح
- إخراج: عبد الناصر الزاير
- تمثيل: محمد العجيمي ـ علي جمعة ـ عادل المسلم ـ أحمد السلمان ـ محمد الفهد.
- مسرحية أطفال مقتبسه فكرتها من الرسوم المتحركه كابتن ماجد.
- وهي من إنتاج مسرح السلام.

| سبقه خمسة وخميسة | أعمال مسرح السلام | تبعه هالو كايرو |